# Moldavien i Junior Eurovision Song Contest
Moldavien debuterade i Junior Eurovision Song Contest 2010 och har till och med 2013 deltagit 4 gånger. 
Den 30 juni 2010 annonserade Moldaviens statliga TV-bolag sin debut i tävlingen. Moldavien är det senaste landet som gjort sin debut i tävlingen sedan Armenien, Georgien och Litauen debuterade år 2007. Landets första representant valdes i en nationell uttagning den 25 september 2010. Vann gjorde Ştefănel Roşcovan med låten "AlliBaba", och han kom att representera Moldavien i tävlingen. Vid finalen i Minsk fick Roşcovan 54 poäng, som resulterade i en åttonde plats.

## Deltagare
| År                     | Artist            | Bidrag       | Placering | Poäng |
| ---------------------- | ----------------- | ------------ | --------- | ----- |
| 2010                   | Ştefănel Roşcovan | AlliBaba     | 8         | 54    |
| 2011                   | Lerika            | No No        | 6         | 78    |
| 2012                   | Denis Midone      | Toate vor fi | 10        | 58    |
| 2013                   | Rafael Bobeica    | How To Be    | 11        | 41    |
| Deltar inte sedan 2014 |                   |              |           |       |